# North Vernon
North Vernon és una població dels Estats Units a l'estat d'Indiana. Segons el cens del 2000 tenia 6.515 habitants.

## Demografia
Segons el cens del 2000, North Vernon tenia 6.515 habitants, 2.665 habitatges, i 1.684 famílies. La densitat de població era de 573 habitants/km².
Dels 2.665 habitatges en un 33,1% hi vivien nens de menys de 18 anys, en un 44,9% hi vivien parelles casades, en un 13,6% dones solteres, i en un 36,8% no eren unitats familiars. En el 32% dels habitatges hi vivien persones soles el 13,8% de les quals corresponia a persones de 65 anys o més que vivien soles. El nombre mitjà de persones vivint en cada habitatge era de 2,39 i el nombre mitjà de persones que vivien en cada família era de 3,01.
Per edats la població es repartia de la següent manera: un 27,5% tenia menys de 18 anys, un 10,1% entre 18 i 24, un 28,1% entre 25 i 44, un 19,3% de 45 a 60 i un 15% 65 anys o més.
L'edat mediana era de 34 anys. Per cada 100 dones de 18 o més anys hi havia 82,4 homes.
La renda mediana per habitatge era de 34.244$ i la renda mediana per família de 41.020$. Els homes tenien una renda mediana de 31.173$ mentre que les dones 21.137$. La renda per capita de la població era de 16.836$. Entorn del 7,6% de les famílies i l'11,8% de la població estaven per davall del llindar de pobresa.

## Poblacions més properes
El següent diagrama mostra les poblacions més properes.